# Jan Mráček (houslista)
Jan Mráček jr. (* 9. července 1991, Plzeň) je český houslista.
Syn MgA. Jana Mráčka, uměleckého vedoucího Československého komorního orchestru Praha a MgA. Ludmily Mráčkové, členky Symfonického orchestru Českého rozhlasu. Pochází z hudební rodiny, oba rodiče jsou houslisté, absolventi pražské AMU. Otec je spolužákem Václava Hudečka a byl koncertním mistrem (např. v FOK). Kromě nich nalezneme v příbuzenstvu ještě několik dalších hudebníků.
Hře na housle se začal věnovat ve věku pěti let. Střední školu absolvoval na Gymnáziu a Hudební škola hlavního města Prahy pod vedením prof. Magdaleny Mickové. Od roku 2003 studoval deset let u houslisty Jiřího Fišera. Pod jeho vedením absolvoval Pražskou konzervatoř. Ve svých třinácti letech vystupoval s houslistou Josefem Sukem. V roce 2011 se stal nejmladším sólistou v historii Symfonického orchestru Českého rozhlasu.
V rámci mistrovských kurzů spolupracoval s takovými osobnostmi, jako jsou či byli Ida Haendel, Stephen B. Shipps, Gavriel Lipkind, Leonid Kerbel, Levon Chilingirian nebo Walter Boeykens.
Roku 2010 získal druhou cenu na mezinárodní soutěži Pražské jaro. V září roku 2014 vyhrál mezinárodní soutěž Fritze Kreislera ve Vídni. Působí jako asistent na Akademii Václava Hudečka a letních hudebních kurzech v Luhačovicích.
V roce 2016 se oženil a má syna.
V současné době (2016) studuje ve Vídni, Universität für Musik und darstellende Kunst, pod vedením koncertního mistra Wiener Symphoniker Jana Pospíchala.